# Protásio Garcia Leal
Protásio Garcia Leal (Paranaíba, 18 de abril de 1858 — Três Lagoas, 7 de junho de 1943) foi um explorador brasileiro, fundador de Três Lagoas.
Filho de Francisco Garcia Leal e Laudelina de Almeida, foi neto de Januário Garcia Leal e Ludovina Maria de Jesus pelo lado paterno e descendente da família mineira Freitas pelo lado materno. Nasceu na propriedade do avô, Januário Garcia Leal, a fazenda Barreiro, no ribeirão de mesmo nome, afluente do Rio Paranaíba e distante cinco léguas de Sant'Ana do Paranaíba. Também foi batizado em Paranaíba, pelo vigário Francisco de Sales Fleury.
Em 1880 casou-se com Ana Silveira Ferreira, filha de Francisco Ferreira de Melo. Quando se casaram, sua esposa possuía três filhos: Nasário, Carolina e Mulata. Com ela, Protásio Garcia Leal ainda gerou a seguinte descendência: Protásio Filho (Protasinho), Lavínia, Maria, Benevenuto, Belarmina, Getúlio, João e Manuel.
Dono de uma propriedade rural na região da Piaba, às margens do Rio Verde, foi um dos fundadores de Três Lagoas ao lado de Antônio Trajano e Luís Correia Neves Neto.
Viúvo, casou-se em segundas núpcias com Laudelina Nunes Lacerda, com quem teve os filhos Nair, Josefa, Teresa, João, Romilda, Maria Vera, Pedro e Jonas.
Foi entrevistado, em 1943, aos oitenta e cinco anos de idade, por Sá Carvalho, que havia publicado no ano de 1929 um resumo comemorativo do primeiro centenário da entrada colonizadora dos mineiros no sul de Mato Grosso.
Encontra-se enterrado no cemitério Santo Antônio, em Três Lagoas, em túmulo ao lado de seu filho Protásio Jr.